# هنک کورنلیسه
هنک کورنلیسه (هلندی: Henk Cornelisse؛ زادهٔ ۱۶ اکتبر ۱۹۴۰) ورزشکار دوچرخه‌سواری پیست اهل هلند است.
وی در مسابقات کشوری و بین‌المللی در مجموع برندهٔ ۱ مدال برنز شده‌است.